# Politique d'abord

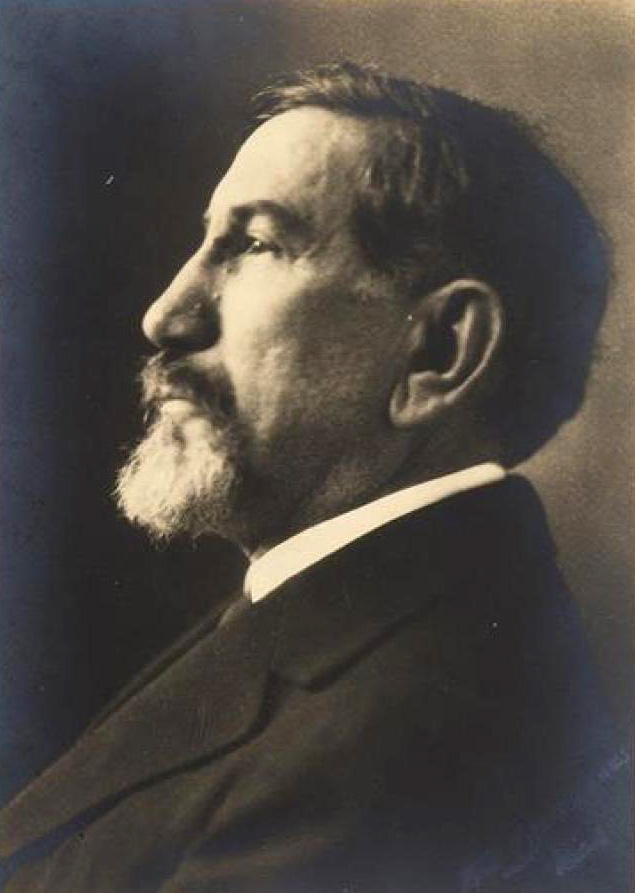
Charles Maurras (1868-1952), auteur de la formule « politique d'abord ».

Le « politique d'abord » est une expression de Charles Maurras affirmant le primat du politique dans la résolution des problèmes sociaux, économiques et moraux traversés par la France.

## Définition
Charles Maurras définit le « politique d'abord » dans Mes idées politiques :

« Quand nous disons « politique d'abord », nous disons : la politique la première, la première dans l'ordre du temps, nullement dans l'ordre de la dignité. Autant dire que la route doit être prise avant que d'arriver à son point terminus ; la flèche et l'arc seront saisis avant de toucher la cible ; le moyen d'action précèdera le centre de destination. »

Maurras soutient donc une antériorité, une priorité chronologique de l'action politique. Il s'appuie sur l'exemple de Jeanne d'Arc emmenant Charles VII au sacre de Reims avant de poursuivre la libération du territoire. Jeanne d'Arc accomplissait sa mission libératrice en proclamant : « Dieu premier servi ». Maurras développe cette idée dans son livre Méditation sur la politique de Jeanne d'Arc. Jean Madiran conclut que « ce qu'elle faisait au nom de sa priorité est précisément ce que Charles Maurras, au nom de la sienne, citait en exemple et modèle ». Toujours selon Jean Madiran, le « politique d'abord » revêt « trois significations connexes, mais qui ne se déduisent pas nécessairement les unes des autres ».

« 1. — Une priorité relative du « politique » sur le « militaire », sur l'« économique » et sur le « social ».

2. — Une priorité générale du « politique » sur le « moral » : priorité du moyen (politique) sur la fin (morale). Ainsi, l'action politique protège et favorise la vie religieuse.

3. — Spécialement, une priorité de la réforme politique (changement du régime institutionnel) sur la restauration morale (réforme des mœurs), la seconde étant rendue possible — ou même causée — par la première. » 

D'après le témoignage du confesseur de Charles Maurras à la fin de sa vie, Charles Maurras aurait remplacé le « politique d'abord » par « l'unité française d'abord » à partir de l'armistice du 24 juin 1940 pour justifier son soutien au Maréchal Pétain.

## Divergences

### Mésinterprétation catholique
La critique catholique du « politique d'abord » repose sur la présomption que Maurras place la politique au-dessus de la morale voire la soumet. Après la Première Guerre mondiale, Georges Bidault de l'Association catholique de la jeunesse française dénonce Charles Maurras et le « politique d'abord »,. Cette mésinterprétation motive d'ailleurs en partie la condamnation de l'Action française par la papauté,. Or, il s'agit de prioriser chronologiquement et de mettre les moyens avant la fin. Jean Madiran voit en cela une application de l'aphorisme de saint Thomas d'Aquin : « le but est premier dans l'ordre de l'intention mais il est dernier dans l'ordre de l'exécution ».

### «Spirituel d'abord»
L'homme d'État portugais Salazar, admirateur et correspondant de Charles Maurras, lui préfère le « spirituel d'abord ».

« son étendard de guerre, « politique d'abord » parle clair et synthétise admirablement la dynamique des maurrassiens purs. Mais ce que contient cette expression est une erreur en histoire et en sociologie. Certainement la politique a sa place, remplit sa fonction, importante, dominante à certains moments [...] Mais [...] l'histoire d'une nation n'est pas seulement celle de ses conquérants, de ses grands rois ; elle est, surtout, la résultante du travail que le milieu impose aux hommes, et des qualités et des défauts des hommes qui y vivent. »

Salazar renchérit : « la maxime « politique d'abord » présente le défaut de lui faire « penser que le problème national se résout uniquement par l'assaut aux organes de l'État ».
De son côté, Georges Bernanos, disciple de Charles Maurras, préfère se rallier au « mystique d'abord » développé par Charles Péguy dans Notre jeunesse.

« Tout commence en mystique et finit en politique. [...] L'intérêt, la question, l'essentiel est que dans chaque ordre, dans chaque système la mystique ne soit point dévorée par la politique à laquelle elle a donné naissance. »

À l'instar de Bernanos, François Mauriac adhère également au « spirituel d'abord ».

### Historiographie
L'historien Lucien Fevbre fustige le recours au « politique d'abord » comme point de vue et comme méthodologie d'analyse chez Charles Seignobos sans toutefois le soupçonner de maurrassisme.

« Politique d'abord ! Il n'y a pas que M. Maurras pour le dire... Nos historiens font plus que le dire ; ils l'appliquent. Et c'est bien un système. C'est même, peut-être, un contre-système. »

Cette dénonciation vise à critiquer le primat l'analyse des faits politiques et du rôle des grandes figures dans « l'histoire historisante » plutôt que l'analyse des « tendances collectives économiques et sociales » promue par l'École des Annales,.